# 2244 Tesla
2244 Tesla là một tiểu hành tinh. Nó được phát hiện ngày 22 tháng 10 năm 1952 bởi Milorad B. Protić ở Beograd, Cộng hòa Liên bang Xã hội chủ nghĩa Nam Tư, bây giờ là Serbia. Nó được đặt tên theo tên nhà vật lý Mỹ gốc Serbia Nikola Tesla (1856–1943).